# 黄海桥
黄海桥（1972年2月—），广东广州人，汉族，中国共产党党员。中华人民共和国政治人物、第十三届全国人民代表大会广东地区代表。
担任广东省广州市增城区新塘镇东华村党支部书记、村委会主任。2018年2月24日，当选为第十三届全国人大代表。